# Kivia longisacculata
Kivia longisacculata är en fjärilsart som beskrevs av Boris Ivan Balinsky 1994. Kivia longisacculata ingår i släktet Kivia och familjen mott. Inga underarter finns listade i Catalogue of Life.